# Herbés
Herbés település Spanyolországban, Castellón tartományban. Herbés Castell de Cabres és Morella községekkel határos. Lakosainak száma 69 fő (2024).

## Népesség
A település népessége az elmúlt években az alábbi módon változott:
| Lakosok száma | 103  | 84   | 72   | 59   | 59   | 54   | 49   | 42   | 53   | 69   |
|               | 2001 | 2004 | 2006 | 2009 | 2011 | 2014 | 2016 | 2019 | 2021 | 2024 |